# 村山明 (声優)
村山 明（むらやま あきら、1948年4月2日 - ）は、日本の男性声優、ナレーター。東京都台東区浅草出身。東京俳優生活協同組合所属。

## 経歴
中央大学卒業。
黒沢良アテレコ教室1期生、同人舎プロダクションを経て1991年から東京俳優生活協同組合所属。

## 人物
声種はテノール。端正な声を持つ。
スポーツアニメにおいては、実況アナウンサー役を務めることが多々ある。
特技はトライアスロン、スキー。趣味・スポーツは漢詩の中国語による朗詠、中国語、詩吟、ゴルフ。　

## 出演
※太字はメインキャラクター。

### テレビアニメ
1972年
- 科学忍者隊ガッチャマン

1975年
- アラビアンナイト シンドバットの冒険（キターブ）
- タイムボカン（ジム）
- 破裏拳ポリマー（船員）

1976年
- 恐竜探険隊ボーンフリー（サミー）
- ドカベン（丹下、メガネ）
- UFO戦士ダイアポロン（タケシ）
- ろぼっ子ビートン（ニュースキャスター、お医者さん、アナウンサー）

1977年
- 一発貫太くん（小村）
- 新・巨人の星（1977年 - 1979年、実況アナ） - 2シリーズ
- 氷河戦士ガイスラッガー（三郎）
- 超スーパーカー ガッタイガー（速水広樹）
- ヤッターマン（1977年 - 1979年、ジャン、カストレー）

1978年
- 家なき子（ポール）
- キャプテン・フューチャー
- ペリーヌ物語（ファブリ）
- 野球狂の詩（1978年 - 1979年、岩田清志）
- ルパン三世（第2作）

1979年
- あしたの勇者たち（アナウンサー）
- 宇宙空母ブルーノア（和泉洋）
- サイボーグ009（ポール）
- ザ☆ウルトラマン（船員）
- 闘士ゴーディアン（ジェロニモ16世）

1980年
- 宇宙戦艦ヤマトIII（仁科春夫）
- 宇宙戦士バルディオス（ロマン）
- おじゃまんが山田くん（沢村、ハナタカ）
- 銀河鉄道999（ハンザ、アロン）
- 鉄腕アトム（アナウンサー、レース場アナウンサー）
- ベルサイユのばら
- 無敵ロボ トライダーG7（大門先生）

1981年
- うる星やつら（1981年 - 1986年、パーマ、源義経 他）
- 銀河旋風ブライガー（アドルフ）
- ゴールドライタン（油田八平先生、アーメントスリキン、アクドス 他）
- 最強ロボ ダイオージャ（領主、ナイトン）
- 太陽の牙ダグラム（兵士）
- ダッシュ勝平（大場博、アナウンサー）
- 釣りキチ三平（圭太、史郎）
- まいっちんぐマチコ先生（技師、アナウンサー、実況）

1982年
- おはよう!スパンク
- 逆転イッパツマン（悪太郎）
- 戦闘メカ ザブングル（エルコンドル）
- とんでモン・ペ
- パタリロ!

1983年
- 亜空大作戦スラングル（デイジーの兄）
- イタダキマン（ワニータ、アナウンサー）
- 機甲創世記モスピーダ（ウード）
- キャプテン翼（1983年 - 1986年、アナウンサー、ナレーター）
- 銀河烈風バクシンガー（ユーリ・カズン・アーウィン）
- 光速電神アルベガス（東条隆）
- ストップ!! ひばりくん!（江口寿和）
- スペースコブラ
- 特装機兵ドルバック（デモン）
- 魔法の天使クリィミーマミ（1983年 - 1984年、森沢哲夫）

1984年
- よろしくメカドック（伊能ショウヘイ）
- ルパン三世 PARTIII

1985年
- 昭和アホ草紙あかぬけ一番!（1985年 - 1986年、斑尾先生）
- 星銃士ビスマルク（デビット）

1986年
- 光の伝説（岡崎）

1987年
- エスパー魔美（1987年 - 1989年、水谷先生、助手B）
- 聖闘士星矢（ダンテ）

1988年
- ついでにとんちんかん（フレイダー）

1989年
- パラソルヘンべえ（内木童太）
- らんま1/2 熱闘編（アナウンサー）

1991年
- 美味しんぼ（ブラウン、司会者）
- 楽しいムーミン一家（男）
- 21エモン（アケッチー）

1992年
- 見ると強くなる痛快!横綱アニメああ播磨灘（アナウンサー）

1995年
- ストリートファイターII V（医者）

1996年
- ガンバリスト!駿（セルゲイ・アンドレアノフ）

1998年
- MASTERキートン（ウォルター・ゴールドマン）

2003年
- 名探偵コナン（2003年 - 2023年、藤枝繁、深瀬、東山俊男、宗近為重、久米庄作）

2006年
- ケロロ軍曹（2006年 - 2009年、検察ロボ・カムラン）

### 劇場アニメ
1977年
- 新・巨人の星

1979年
- エースをねらえ!
- がんばれ!!タブチくん!!（アナウンサー）

1980年
- がんばれ!! タブチくん!! 第2弾 激闘ペナントレース
- がんばれ!! タブチくん!! 初笑い第3弾 あゝツッパリ人生

1981年
- あしたのジョー2
- 世界名作童話 白鳥の湖（ベンノ）

1982年
- 機動戦士ガンダムIII めぐりあい宇宙編（カムラン）

1983年
- うる星やつら オンリー・ユー（パーマ）
- ザブングル グラフィティ

1984年
- うる星やつら2 ビューティフル・ドリーマー（パーマ）

1985年
- うる星やつら3 リメンバー・マイ・ラブ（パーマ）
- キャプテン翼 ヨーロッパ大決戦（アナウンサー）
- キャプテン翼 危うし! 全日本Jr.（アナウンサー）

1986年
- うる星やつら4 ラム・ザ・フォーエバー（パーマ）
- キャプテン翼 明日に向って走れ!（アナウンサー）
- キャプテン翼 世界大決戦!! Jr.ワールドカップ（アナウンサー）

1988年
- うる星やつら 完結篇（パーマ）
- 機動戦士ガンダム 逆襲のシャア（カムラン・ブルーム）
- 聖闘士星矢 神々の熱き戦い（ウル）

1991年
- うる星やつら いつだってマイ・ダーリン（パーマ）

1992年
- ドラえもん のび太と雲の王国（グリオ）

### OVA
1984年
- 魔法の天使クリィミーマミ 永遠のワンスモア（森沢哲夫）

1985年
- うる星やつら 了子の9月のお茶会（パーマ）
- 魔法の天使クリィミーマミ ロング・グッドバイ（森沢哲夫）

1986年
- うる星やつら アイム THE 終ちゃん（パーマ）
- 魔女でもステディ

1987年
- うる星やつら 夢の仕掛人 因幡くん登場! ラムの未来はどうなるっちゃ!?
- 戦国奇譚妖刀伝（ナレーター）
- ヘル・ターゲット（キタザト・マクロー）

1989年
- うる星やつら ヤギさんとチーズ（パーマ）
- 銀河英雄伝説（フォルカー・アクセル・フォン・ビューロー）
- 沙羅曼蛇（スターバック）
- 新キャプテン翼（1989年 - 1990年、橋本）
- 神州魑魅変（佐和瑞研）

1990年
- 緑山高校 甲子園編（アナウンサー）

1991年
- DETONATORオーガン
- マネーウォーズ 〜狙われたウォーターフロント計画〜（江本春彦）

1992年
- 紅いハヤテ（長坂和明）

1995年
- 沈黙の艦隊（天津航一郎）

### ゲーム
- チェイスH.Q.（1988年、トニー）
- タイトーチェイスH.Q.（1991年）
- シェイプシフター・魔界英雄伝（1992年、ギャロリン・ザ・ホワイト、タレン）
- シャーロック・ホームズの探偵講座II（1993年）
- タイトーチェイスH.Q. プラス S.C.I.（1996年）
- 007 トゥモロー・ネバー・ダイ（2000年、エリオット・カーヴァー）
- タイトーメモリーズII 下巻 - チェイスH.Q.（2007年）

### 吹き替え

#### 映画
- アーネスト、クリスマスを救え!（マーティ・ブロック〈ロバート・レッサー〉）
- アウトランド
- 荒鷲の要塞 ※日本テレビ旧録版
- アリゲーター（トマス・ケンプ）※フジテレビ版
- ウォンテッド（モリソン）
- ウディ・アレンのバナナ（ルイス）
- エイリアン4（ジョナサン・ゲディマン〈ブラッド・ドゥーリフ〉）※フジテレビ版
- エクスタミネーター（マーティ〈ネッド・アイゼンバーグ〉）※フジテレビ版
- オデッサ・ファイル（ラジオの声）
- 合併結婚（ラリー）※テレビ朝日版
- ガバリン（警官〈スティーヴン・ウィリアムズ〉）
- カリフォルニア〜ジェンマの復讐の用心棒（ウィリー・プレストン〈ミゲル・ボゼ〉）
- ガンバス（オルディス）※VHS版
- キングコング ※テレビ朝日旧録版
- キングコング2（ピート少佐）※劇場公開版
- 空軍大戦略
- グッドフェローズ（ソニー・バンズ、ブルース）
- クラッシュ・ダイブ 急速潜航（サプリッチ）※フジテレビ版
- 黒い稲妻
- 原子力潜水艦浮上せず（ハリス〈マイケル・オキーフ〉）
- ゴーストバスターズ（図書館長〈ジョン・ロスマン〉）※フジテレビ版
- ゴーストバスターズ2（レイモンド・スタンツ博士〈ダン・エイクロイド〉）※フジテレビ版
- ゴッド・ギャンブラー（ナイフ〈アンディ・ラウ〉）※VHS版
- コレヒドール戦記（ジョーンズ上等水兵）
- 殺したい妻たちへ（ロベルト〈ケニー・ビー〉）
- ザ・ドライバー（私服刑事〈レッド〉）※テレビ朝日版
- ジェリコ・マイル/獄中のランナー（R・C・スタイルズ）
- 死亡の塔（バンフー〈ト・ワイ・ウォ〉、韓国人武道家〈カサノヴァ・ウォン〉）
- 13日の金曜日（ジャック〈ケヴィン・ベーコン〉）
- 13日の金曜日 PART2（スコット〈ラッセル・トッド〉）※日本テレビ版
- スキャナーズ（トニー）
- スタンド・バイ・ミー（DJボブ・コーミア〈マット・ウィリアムズ〉）※フジテレビ版
- セルピコ
- 戦火の勇気（チェリ〈ネッド・ヴォーン〉）※フジテレビ版
- ソードフィッシュ（ガブリエル・シアー〈ジョン・トラボルタ〉）※ソフト版
- 続・荒野の七人（マヌエル）※TBS版
- 卒業（下宿屋の住人〈リチャード・ドレイファス〉）※TBS版
- ターミネーター（マット・ブキャナン）※テレビ朝日版
- ダイ・ハード（ソーンバーグ〈ウィリアム・アザートン〉）※フジテレビ版
- ダイ・ハード2（ソーンバーグ〈ウィリアム・アザートン〉）※フジテレビ版
- タップス（アレックス・ドワイヤー大尉〈ショーン・ペン〉）
- ダンス・フィーバー（ハイファイ）
- デス・レース2000年（ジュニア・ブルース）
- 逃亡地帯 ※TBS版
- ネバーセイ・ネバーアゲイン（フォーセット〈ローワン・アトキンソン〉）※フジテレビ版
- バトルクリーク・ブロー（ジャグ）
- 晩秋（マリオ〈ケヴィン・スペイシー〉）※VHS版
- バンデットQ（ロビン・フッド〈ジョン・クリーズ〉）
- ビッグ（スコッティ〈ジョン・ロヴィッツ〉）※ソフト版
- ビッグ・ビジネス（マイケル〈バリー・プリマス〉）※ソフト版
- 100万ドルの血斗（ジェフ・マッキャンドルズ〈ボビー・ヴィントン〉）
- 復讐の用心棒（ウィリアム・バーガー）※日本テレビ版
- ブレイクアウト（ハーヴ）
- プロジェクトA（大口）※テレビ朝日版
- ボクの彼女は地球人（テッド〈チャールズ・ロケット〉）
- マッカーサー（ハフ大佐〈ニコラス・コスター〉）※TBS版
- マッドマックス（ババ・ザネッティ〈ジョフ・パリー〉）
- Mr.Boo!ギャンブル大将（ハイガオ〈ホイ・シウホン〉）
- 燃えよデブゴン4 ピックポケット!（チェンツー〈フランキー・チャン〉）
- 野獣捜査線（ニック・コパラス）
- ラビッド（ハート・リード〈フランク・ムーア〉）
- レッド・バロン（ロタール・フォン・リヒトホーフェン）
- 我が道を往く ※NET版
- 惑星アドベンチャー スペース・モンスター襲来!（フィンレー）※VHS版
- ワンス・アポン・ア・タイム・イン・チャイナ&アメリカ 天地風雲（チャト〈ホン・ヤンヤン〉）

#### ドラマ
- イヴのすべて（キム・ソンダル〈パク・チョル〉）
- がんばれ!ベアーズ シーズン1 #10（ラジオアナ）
- 刑事コジャック（レイ、ジョナス 他）
- 刑事コロンボシリーズ
  - 断たれた音（ジョー）
  - 祝砲の挽歌（ミラー当番兵、候補生）
- ジェシカおばさんの事件簿 シーズン3 #1（アレックス）
- シドニー・シェルダンの明日があるなら（チャールズ・スタンホープ、ポープ弁護士）※テレビ東京版
- シャーロック・ホームズの冒険 最後の事件（芸術専門家の若者、スイスの若者）
- 将軍 SHŌGUN（クルーク）
- 新アウターリミッツ（ロブ・アンダーソン〈マイケル・ドラン〉）
- 地上最強の美女たち!チャーリーズ・エンジェル シーズン2 #3（アルヴィン）
- 特攻野郎Aチーム シーズン4 #12（ジェレミー・ウッズ）
- ヒルストリート・ブルース（トミー・マン〈デヴィッド・カルーソ〉）
- フェーム/青春の旅立ち シーズン1 #16（作曲家）
- フリッパー シーズン1 #20（ボビー・グライムズ）
- ヤングライダーズ シーズン1 #21（検事）
- ラバーン&シャーリー シーズン2 #4（ポッツィ・ウェーバー）

#### アニメ
- ザ・シンプソンズ（サイドショー・ボブ〈初代〉、ジャック・ブランズウィック〈2代目〉）
- まんが宇宙大作戦（カトー[8]）
- わんぱくブレディ（グレッグ・ブレイディ）

#### 人形劇
- サンダーバード 劇場版（バージル・トレーシー）※民放テレビ版
- サンダーバード6号（スコット・トレーシー）※民放テレビ版

### 特撮
- 恐竜大戦争アイゼンボーグ（1977年、ナレーター[26][27]）
- 特捜エクシードラフト（1992年、ナレーター〈第15話 - 第20話〉）
- ウルトラQ dark fantasy（2004年、アナウンサーの声）
- ウルトラマンブレーザー（2023年、副音声解説ナレーター）
- ウルトラマンアーク（2024年、副音声解説ナレーター）

### ナレーション
- 日立エレベーター、エスカレーター男声音声アナウンス
- 大発見!恐怖の法則（朝日放送テレビ）
- L4 YOU!（テレビ東京）
- TVチャンピオン（テレビ東京）
- 東日本旅客鉄道（JR東日本）※モバイルSuica 「ペンギン突然ダンス（駅）」篇・「ペンギン突然ダンス（電車）」篇CMナレーションと駅の自動放送
- テレビ東京系列番組副音声解説放送ナレーション
  - 水曜ミステリー9
  - 歴史の道 歩き旅
  - 開運!なんでも鑑定団
  - シナぷしゅ
  - 出川哲朗の充電させてもらえませんか?
  - 他多数

### テレビドラマ
- Big Bird in Japan（1988年）
- H2（2005年） - 冬季実況アナウンサー 役
- 黒い春（2007年、WOWOW） - アナウンサー 役
- 鉄道模型ちゃんねる（BSジャパン） - ナレーター
- なぞの転校生 - キャスター 役
- 星の金貨（第10話） - アナウンサー 役

### CM
- キャプテン翼（ファミリーコンピュータ - 1988年） - ナレーション
- キャプテン翼VS（ゲームボーイ - 1992年） - ナレーション

### 自動放送アナウンス
- 青梅線（西立川～青梅。よしいけいことペア）2016年ごろにATOS放送に置き換わり消滅した[28][出典無効]。
- 京葉線[29] ATOS放送に置き換わり消滅した。
- 武蔵野線 ATOS放送に置き換わり消滅した[30][出典無効]。
- 埼京線[29]
- JR東海[29] 新型NOA放送に置き換わり消滅した。
- 都営地下鉄大江戸線[29]
- JR西日本（関西圏の多くの駅で採用されている）

### 東京ディズニーリゾート
- ウエスタンリバー鉄道（ナレーション）※1983年 - 1999年
- 地震発生時アナウンス

## 参考
- アニメージュ編集部 編『THE　ART OF JAPANEE ANIMATION1  TVアニメ25年史』徳間書店〈ジ・アートシリーズ14〉、1988年12月1日。